# 야스다 미치오
야스다 미치오(일본어: 保田 道夫, 1949년 11월 10일 ~ )는 일본의 전 축구 선수이다.

## 국가대표팀 경력
그는 1979년 8월 23일 조선민주주의인민공화국과의 경기에서 일본 국가대표팀에 데뷔했다.

## 통계
| 일본 | 일본 | 일본 |
| 연도 | 출전 | 득점 |
| ---- | ---- | ---- |
| 1979 | 1    | 0    |
| 통산 | 1    | 0    |